# Mogul
Mogul – jednostka osadnicza w Stanach Zjednoczonych, w stanie Nevada, w hrabstwie Washoe.